# سابیرژیلغا
سابیرژیلغا (قزاقی: Сабыржылға) یک رود در استان آق‌تپه و استان قزل‌اوردای کشور قزاقستان است.